# Opuntia leucotricha

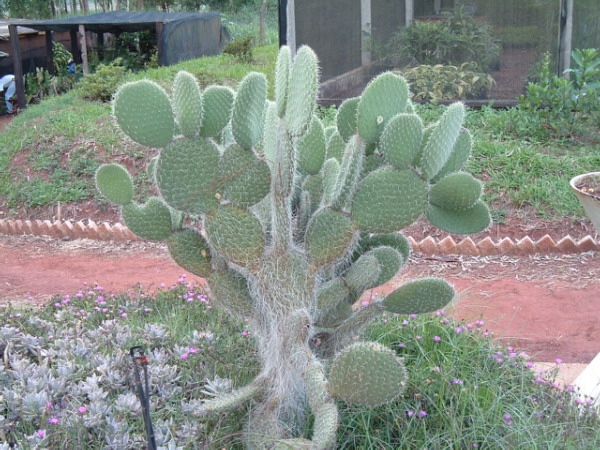
Vista de la planta

Opuntia leucotricha és una espècie fanerògama de la família de les Cactàcies, nativa de Mèxic.
Cactus de forma arborescent, molt ramificat, que pot arribar a mesurar fins a 3,5 m d'alçada. Els segments són ovalats, una mica allargats d'entre 10-25 cm de longitud per 12 cm d'ample (a vegades augmenten tant que tendeixen a adquirir una forma gairebé cilíndrica) i estan coberts de pilositat curta i grisenca. Les arèoles, de color blanc, es troben molt juntes. Els gloquidis són grocs. Presenta d'1 a 3 espines centrals curtes, nombroses radials blanques, flexibles i fines que mesuren entre 5-10 cm, tan abundants que gairebé cobreixen tota la superfície del segment. Flors d'intens color groc, d'entre 6 a 8 cm de diàmetre. Estams blancs, pistil vermell i estigma amb 6 lòbuls verds. El pericarpi té moltes arèoles, les més superiors amb gloquidis d'1 cm.

## Taxonomia
Opuntia leucotricha va ser descrita per Augustin Pyrame de Candolle i publicada a Mémoires du Muséum d'Histoire Naturelle 17: 119. 1828.

### Etimologia
- Opuntia: nom genèric que prové del grec usat per Plini el Vell per a una planta que va créixer al voltant de la ciutat d'Opunte a Grècia.[2]
- leucotricha: epítet llatí que significa "amb pèl blanc".[3]

### Sinonímia
- Opuntia durangensis Britton & Rose
- Opuntia pailana Weing.
- Opuntia pyriformis Rose[4]